# Lista de aviões dos países dos Impérios Centrais na Primeira Guerra Mundial
Esta é uma lista das aeronaves usadas pelos países dos Impérios Centrais na Primeira Guerra Mundial organizada por país de origem.
Na verdade, os aviões do período usados pelos países dos Impérios Centrais, foram todos fabricados dentro das fronteiras do Império Alemão.

## Aviões e dirigíveis

### Império Alemão
- AEG B.I (1914)
- AEG B.II (1914)
- AEG B.III (1915)
- AEG C.I (Março 1915)
- AEG C.II (Outubro 1915)
- AEG C.III (protótipo)
- AEG C.IV
- AEG C.V (protótipo)
- AEG C.VI (protótipo)
- AEG C.VII (protótipo)
- AEG C.VIII (protótipo)
- AEG D.I (protótipo)
- AEG DJ.I (protótipo)
- AEG Dr.I (1917 protótipo)
- AEG G.I
- AEG G.II
- AEG G.III
- AEG G.IV
- AEG G.V
- AEG J.I (1916)
- AEG J.II (1918)
- AEG N.I
- AEG PE
- AEG R.I
- AGO C.I
- AGO C.II
- AGO C.III (protótipo)
- AGO C.IV
- AGO C.VII (protótipo)
- AGO C.VIII (protótipo)
- Albatros B.I
- Albatros B.II
- Albatros C.I (1915)
- Albatros C.II (protótipo?)
- Albatros C.III (1916)
- Albatros C.V
- Albatros C.VI
- Albatros C.VII
- Albatros C.IX
- Albatros C.X
- Albatros C.XII
- Albatros D.I (1916)
- Albatros D.II (1916)
- Albatros D.III (1916)
- Albatros D.V
- Aviatik B.I (1914)
- Aviatik B.II (1914)
- Aviatik C.I (1916)
- Aviatik C.VI
- Aviatik D.I
- Brandenburg W12
- Daimler L.6
- DFW C.V
- Euler D.I
- Fokker D.I
- Fokker D.II
- Fokker D.III
- Fokker D.IV
- Fokker D.V
- Fokker D.VI
- Fokker D.VII (1918)
- Fokker D.VIII (também conhecido como monoplano E.V) (1918)
- Fokker Dr.I (1917)
- Fokker E.I (1915)
- Fokker E.II (1915)
- Fokker E.III (1916)
- Fokker E.IV (1916)
- Fokker E.V (também conhecido como monoplano D.VIII)
- Fokker V.1 (1916) (protótipo)
- Gotha G.V (1917)
- Halberstadt D.II
- Hannover CL.II
- Hannover CL.III
- Hannover CL.IV (protótipo)
- Hannover CL.V
- Hansa-Brandenburg D.I
- Junkers CL.I (1918)
- Junkers D.I (1918)
- Junkers J 1 (1915) (protótipo - primeiro avião totalmente metálico)
- Junkers J 2 (1916) (protótipo)
- Junkers J.I
- Kondor D.6
- Kondor E.III
- LFG Roland C.II (1916) (também conhecido como Walfisch (Baleia)) 2 variantes: C.II e C.IIa
- LVG B.I
- LVG C.II (1916)
- Naglo D.II
- Pfalz D.III
- Pfalz D.XII
- Pfalz Dr.I
- Pfalz E.I
- Pfalz E.II
- Roland D.II
- Roland D.VI
- Rumpler C.I
- Rumpler C.IV
- Rumpler Taube (1911) (também conhecido como Etrich Taube)
- Siemens-Schuckert D.I
- Siemens-Schuckert D.II
- Siemens-Schuckert D.III
- Siemens-Schuckert D.IV
- Siemens-Schuckert L.I (1918?)
- Zeppelin-Lindau D.I
- Zeppelin Staaken R.VI

## Fabricantes

### Império Alemão
- AEG
- Albatros
- Aviatik
- Deutsche Flugzeug-Werke (DFW)
- Fokker
- Flugzeugbau Friedrichshafen
- Gothaer Waggonfabrik
- Halberstädter Flugzeugwerke
- Hannoversche Waggonfabrik
- Hansa-Brandenburg
- Junkers
- Luft-Fahrzeug-Gesellschaft (LFG-Roland)
- LVG
- Pfalz Flugzeugwerke
- Rumpler Flugzeugwerke
- Siemens-Schuckert
- Zeppelin-Staaken